# Issancourt-et-Rumel
Issancourt-et-Rumel és un municipi francès situat al departament de les Ardenes i a la regió del Gran Est. L'any 2007 tenia 404 habitants.

## Demografia

### Població
El 2007 la població de fet d'Issancourt-et-Rumel era de 404 persones. Hi havia 148 famílies de les quals 20 eren unipersonals (20 dones vivint soles i 20 dones vivint soles), 48 parelles sense fills, 68 parelles amb fills i 12 famílies monoparentals amb fills.
La població ha evolucionat segons el següent gràfic:
Habitants censats

### Habitatges
El 2007 hi havia 165 habitatges, 149 eren l'habitatge principal de la família, 7 eren segones residències i 9 estaven desocupats. 163 eren cases i 2 eren apartaments. Dels 149 habitatges principals, 128 estaven ocupats pels seus propietaris, 16 estaven llogats i ocupats pels llogaters i 5 estaven cedits a títol gratuït; 1 tenia una cambra, 6 en tenien dues, 15 en tenien tres, 38 en tenien quatre i 89 en tenien cinc o més. 107 habitatges disposaven pel capbaix d'una plaça de pàrquing. A 61 habitatges hi havia un automòbil i a 79 n'hi havia dos o més.

### Piràmide de població
La piràmide de població per edats i sexe el 2009 era:
| Homes | Edats   | Dones |
| ----- | ------- | ----- |
| 0     | 95 o +  | 0     |
| 0     | 90 a 94 | 0     |
| 0     | 85 a 89 | 0     |
| 0     | 80 a 84 | 4     |
| 0     | 75 a 79 | 0     |
| 4     | 70 a 74 | 4     |
| 20    | 65 a 69 | 16    |
| 8     | 60 a 64 | 12    |
| 16    | 55 a 59 | 4     |
| 12    | 50 a 54 | 20    |
| 16    | 45 a 49 | 20    |
| 20    | 40 a 44 | 12    |
| 16    | 35 a 39 | 16    |
| 8     | 30 a 34 | 16    |
| 12    | 25 a 29 | 0     |
| 16    | 20 a 24 | 8     |
| 12    | 15 a 19 | 12    |
| 12    | 10 a 14 | 20    |
| 12    | 5 a 9   | 16    |
| 8     | 0 a 4   | 12    |

## Economia
El 2007 la població en edat de treballar era de 272 persones, 208 eren actives i 64 eren inactives. De les 208 persones actives 183 estaven ocupades (107 homes i 76 dones) i 25 estaven aturades (8 homes i 17 dones). De les 64 persones inactives 26 estaven jubilades, 23 estaven estudiant i 15 estaven classificades com a «altres inactius».

### Ingressos
El 2009 a Issancourt-et-Rumel hi havia 146 unitats fiscals que integraven 397,5 persones, la mediana anual d'ingressos fiscals per persona era de 17.948 €.

### Activitats econòmiques
Dels 9 establiments que hi havia el 2007, 1 era d'una empresa de fabricació d'altres productes industrials, 1 d'una empresa de construcció, 1 d'una empresa de comerç i reparació d'automòbils, 1 d'una empresa de transport, 1 d'una empresa d'hostatgeria i restauració, 1 d'una empresa immobiliària, 1 d'una empresa de serveis i 2 d'empreses classificades com a «altres activitats de serveis».
Dels 4 establiments de servei als particulars que hi havia el 2009, 1 era una lampisteria, 1 restaurant, 1 agència immobiliària i 1 tintoreria.
L'any 2000 a Issancourt-et-Rumel hi havia 7 explotacions agrícoles.

## Equipaments sanitaris i escolars
El 2009 hi havia una escola elemental.

## Poblacions més properes
El següent diagrama mostra les poblacions més properes.